# Гертероде
Гертероде (нем. Gerterode) — община в Германии, в земле Тюрингия.
Входит в состав района Айхсфельд. Подчиняется управлению Айксфельдер Кессель.  Население составляет 390 человек (на 31 декабря 2010 года). Занимает площадь 6,32 км².